# 1750 au Canada
Pour un article plus général, voir Chronologie du Canada.
Cet article traite des événements qui se sont produits durant l'année 1750 au Canada.

## Événements
- Hiver 1749-1750 : épidémie de typhus dans toute la colonie acadienne[1].
- 12 mars, Nouvelle-Écosse : le gouverneur Edward Cornwallis ordonne à John Gorham et ses Rangers de construire le Fort Edward, près de Pisiquid, pour surveiller les Acadiens[2].

- 20 avril[3], Nouvelle-Écosse : le major britannique Lawrence, à la tête de 450 soldats et miliciens, portés sur une flotte de sept navires de guerre armés de 18 canons[4], tente de prendre contrôle de Beauséjour et de Beaubassin. Il est repoussé par Le Loutre, les Acadiens, et les Micmacs. Le Loutre fait brûler Beaubassin le 1er mai et force le déménagement des habitants du côté français qui se réfugient de l'autre côté de la rivière Mésagouèche[5].

- 24 juin : la construction de la nouvelle chapelle de Tadoussac est terminée[6].

- Juillet, guerre anglo-micmac : les Micmacs tuent et scalpent sept travailleurs à Dartmouth, près d'Halifax[7].

- Août : bataille navale de la baie verte. Les Anglais saisissent le bateau français Le London[8]. Celui-ci contient des armes et des instructions en provenance de Québec destiné aux micmacs de Jean-Louis Le Loutre.

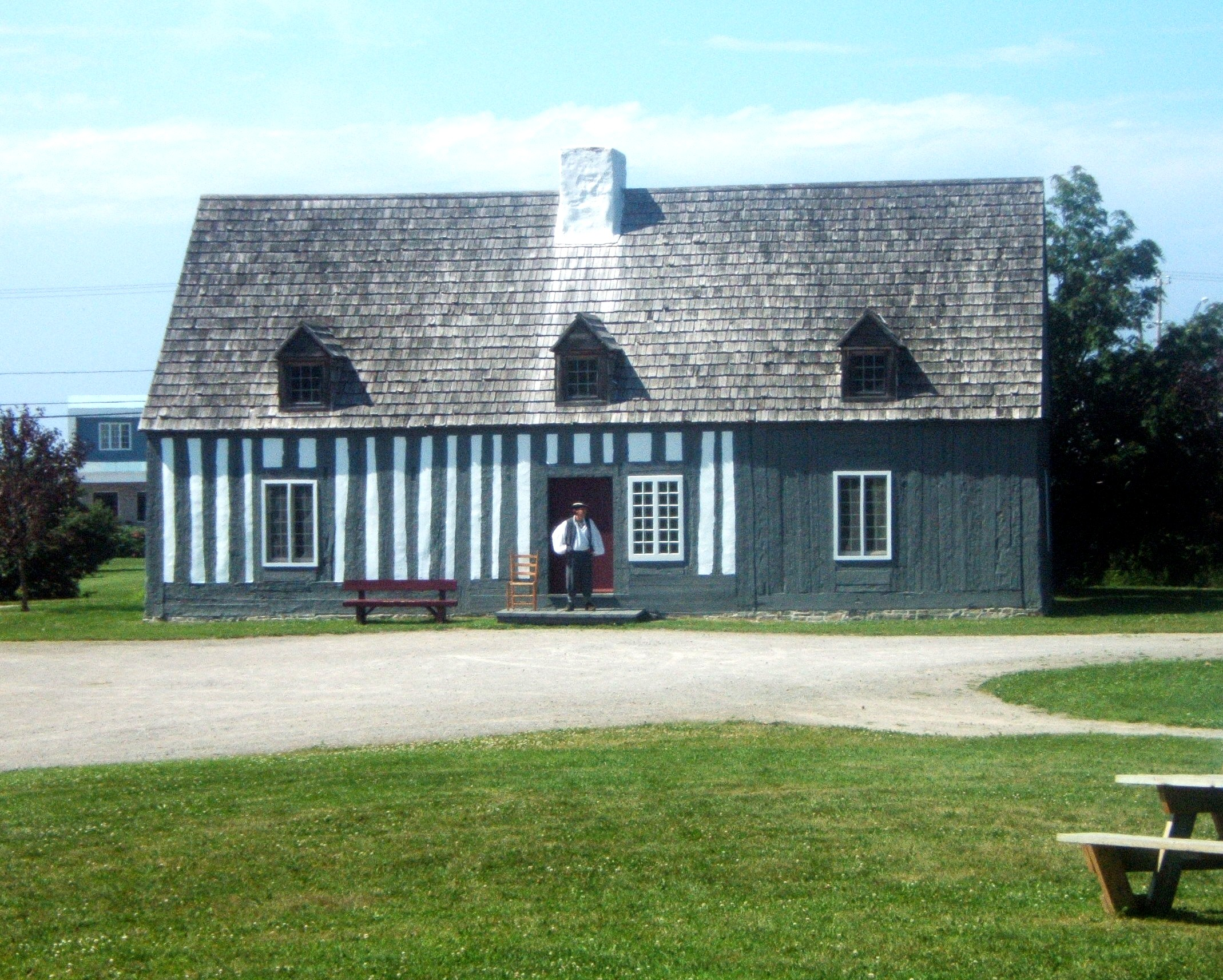
Maison Lamontagne de Rimouski construit en 1750

- 2 septembre, Nouvelle-France : lancement du navire Orignal à Québec. Cependant il coule la même journée[9].
- 12 septembre : le major Lawrence reparait dans la baie de Beaubassin avec une flotte de 17 navires de guerre et un contingent de 800 hommes. Le 15 septembre, un combat assez vif se déroule sur l'isthme de Chignectou[10]. Les rangers anglais défont les Micmacs et les résistants acadiens. Sur les ruines de Beaubassin, les Anglais construisent le Fort Lawrence[11].
- Septembre : mort de Thomas Knapp[12]. Sir Atwell Lake devient gouverneur de la Compagnie de la Baie d'Hudson.

- 16 octobre : le capitaine anglais John Rous attaque le navire français Saint-François commandé par Louis Du Pont Duchambon de Vergor, près de cap de Sable, dans la baie de Fundy[13]. Le navire est capturé mais il permet au navire l'Aimable Jeanne de se rendre au Fort Boishébert.

- Construction du Petit fort Niagara par Louis Thomas Chabert de Joncaire à proximité des Chutes du Niagara. Une cheminée a subsisté de ce fort[14].

## Naissances
- 15 août : Joseph-Marie Godefroy de Tonnancour, politicien († 22 novembre 1834).
- Simon McTavish, entrepreneur et homme d'affaires († 6 juillet 1804).

## Décès
- Avant le 6 septembre : Canasatego, chef iroquois[15].
- 14 octobre : Richard Philipps (en) gouverneur de la Nouvelle-Écosse (° 1661).
- Octobre : Orontony, chef huron souvent opposé aux français (° 1695).